# 레지던트 이블 4: 끝나지 않은 전쟁
《레지던트 이블 4: 끝나지 않은 전쟁》(영어: Resident Evil: Afterlife)은 2010년 개봉한 액션 공포 영화이다. 레지던트 이블 영화 시리즈 네 번째 작품이며, 《레지던트 이블 3: 인류의 멸망》(2007)의 속편이다. 1편 《레지던트 이블》(2002)을 연출한 폴 W. S. 앤더슨이 다시 감독으로 돌아왔다. 시리즈 기존 작품들과 마찬가지로 밀라 요보비치가 주인공 앨리스 역을 맡았다. 원작 게임 주요 캐릭터 중 하나인 크리스 레드필드가 처음 등장한 작품이며, 웬트워스 밀러가 연기하였다.
2012년 영화 시리즈 다섯 번째 작품인 《레지던트 이블 5: 최후의 심판》이 공개되었다.

## 줄거리
전편으로부터 일년 뒤, 앨리스와 앨리스의 복제 인간들은 도쿄의 엄브렐라 본사로 쳐들어간다. 슈퍼휴먼이 되려고 일부러 T-바이러스를 맞은 앨버트 웨스커가 앨리스에게 T-바이러스를 중화하는 혈청을 주사하고, 앨리스는 다시 보통 인간으로 돌아간다.
반 년 뒤 앨리스는 안전한 피난처라는 아케이디아를 찾다가 행동거지가 야생 짐승처럼 변한 클레어 레드필드와 마주친다. 앨리스가 클레어의 가슴에서 거미 모양 세뇌 장치를 떼어내자 클레어는 기억을 되찾지는 못하지만 얌전해진다. 이들은 로스엔젤레스 교도소에서 이곳을 은신처로 삼아온 생존자 무리, 그리고 이 교도소 마지막 수감자이며 클레어의 오빠인 크리스 레드필드를 만난다.
괴물 액스맨이 도끼를 휘둘러 문을 부수는 바람에 좀비들이 교도소 안으로 들어오고, 앨리스 무리는 교도소를 빠져나와 대형 화물 선박인 아케이디아를 찾아낸다.
알고 보니 아케이디아는 피실험 대상자들을 유인하기 위한 엄브렐라의 덫이었다. T-바이러스에게 조종당하기 직전 상태가 된 웨스커는 이를 억누르기 위해 피실험자들을 먹어 새 DNA를 섭취한다. 웨스커는 우월한 DNA를 지녀 T-바이러스와 세포 단계에서 융합했음에도 신체 통제권을 놓지 않았던 앨리스도 잡아먹으려고 하지만 실패하고 도망친다.
아케이디아를 진정한 피난처로 탈바꿈시키기로 마음 먹은 앨리스는 아케이디아로 오라는 희망의 광역 메시지를 외부로 전파한다. 그런데 이때 갑자기 엄브렐라 비행대대가 출몰하며 새로운 위기를 예고한다.
쿠키 영상에서 앞서 클레어가 차고 있던 세뇌 장치와 동일한 기기가 몸에 부착된 질 밸런타인이 이 공격의 지휘자임이 밝혀진다.

## 출연
- 밀라 요보비치 - 앨리스와 앨리스의 복제 인간들 역
- 앨리 라터 - 클레어 레드필드 역
- 웬트워스 밀러 - 크리스 레드필드 역
- 숀 로버츠 - 앨버트 웨스커 역
- 보리스 코조 - 루서 웨스트 역
- 킴 코츠 - 베넷 싱클레어, 전 영화 제작자 역
- 세르히오 페리스멘체타 - 에인절 오티즈 역
- 케이시 반필드 - 크리스털 워터스 역
- 노먼 영 - 킴 용, 베넷의 전 인턴 역
- 스펜서 로크 - 케이마트 역
- 시에나 길러리 - 질 밸런타인 역
- 나카시마 미카 - 제이팝 걸 역

## 기타 제작진
- 배역: 로빈 D. 쿡
- 미술: 아빈더 그레이월
- 세트: 캐럴린 "캘" 룩스
- 의상: 데니즈 크로넌버그, 어제일리어 스네일

## 같이 보기
- 비디오 게임을 원작으로 한 영화 목록